# Haralds Silovs
Haralds Silovs (* 7. April 1986 in Riga; auch Heralds Silovs) ist ein ehemaliger lettischer Shorttracker und Eisschnellläufer.

## Karriere
Silovs ging noch vor seinem fünfzehnten Geburtstag im Februar 2001 erstmals bei einem internationalen Shorttrack-Wettkampf an den Start, bei der Juniorenweltmeisterschaft. Dort kam er jedoch in keiner Disziplin über das Viertelfinale hinaus. Auch ein Jahr und zwei Jahre später, ebenfalls bei der Junioren-WM, konnte er nie eine bessere Platzierung erreichen und schied meistens sogar bereits nach dem ersten Lauf aus. Neben der Juniorenweltmeisterschaft nahm Silovs 2003 auch an der Europameisterschaft und an der Weltmeisterschaft teil, doch auch hier überstand er nicht die erste Runde. Bei der Weltmeisterschaft 2004 kam er über 1500 Meter zwar ins Viertelfinale, wurde dort aber disqualifiziert.
Als einer der wenigen lettischen Shorttrackern mit internationaler Klasse wurde er Ende Oktober 2004 dennoch für den zweiten Weltcup der Saison 2004/05 in China nominiert. Dort stieß er auf der 1500-m-Distanz bis ins Halbfinale vor, schied dort als Fünfter jedoch aus. Auch beim nächsten Weltcup konnte er diesen Erfolg wiederholen und verpasste nun als Dritter das Finale nur knapp. Diesen Aufwärtstrend bestätigte er bei der Europameisterschaft 2005, wo er allerdings ebenfalls im 1500-Meter-Halbfinale sein Rennen beenden musste. Beim letzten Saisonweltcup in der Slowakei gelang ihm auch über 1000 Meter erstmals der Sprung ins Halbfinale. Bei der Weltmeisterschaft 2005 konnte er erneut das Halbfinale über 1500 Meter erreichen.
In den Weltcups der Saison 2005/06 schaffte er nicht mehr den Einzug ins Halbfinale, auch bei der Europa- und Weltmeisterschaft 2006 verpasste er den Sprung in die Vorschlussrunde. Im April 2006 stellte er jedoch den aktuellen lettischen Rekord über die 500 Meter in 42,641 Sekunden auf, auch über die anderen Distanzen konnte Silovs bis Ende 2007 alle nationalen Rekorde unterbieten. Im Weltcup 2006/07 gelangen Silovs seine bis dahin besten Resultate. Bei zwei Finaleinzügen wurde er einmal Fünfter über 1500 Meter und einmal Dritter über 1000 Meter, was seine bis heute einzige Podiumsplatzierung bedeutete. Außerdem zog er auch bei der Europameisterschaft 2007 einmal ins Finale ein, wurde über 1000 Meter jedoch disqualifiziert. Keine Top-10-Platzierung erreichte er dagegen bei der Weltmeisterschaft.
Die Saison 2007/08 endete für Silovs im Weltcup zwar wenig erfolgreich, da er nur einen neunten Rang als bestes Ergebnis hatte, dennoch wurde er mit deutlichem Abstand Europameister vor dem Niederländer Niels Kerstholt im lettischen Ventspils. Bei der Europameisterschaft gewann er zudem zwei Goldmedaillen und eine Silbermedaille auf den Einzelstrecken, für die es Punkte gab, die zum Gesamtergebnis addiert wurden. Bei der Weltmeisterschaft schnitt er jedoch nicht erfolgreich ab. In den Shorttrack-Weltcup 2008/09 startete Silovs mit einem zehnten Rang als bestem Resultat.
Neben der Kurzstrecke (Shorttrack) ging Silovs im August 2007 und 2008 auch zum ersten Mal international auf der Langstrecke, also im Eisschnelllauf an den Start. Bei den Summer Classics in Calgary nahm er mit einem zweiten Platz über 3000 Meter im Jahr 2008 durchaus erfolgreich teil. Dabei stellte er auch sämtliche lettische Rekorde neu auf, sodass er im November 2008 alle nationalen Bestzeiten sowohl im Shorttrack als auch im Eisschnelllauf hält.
Haralds Silovs studiert Wirtschaft und Management an der Universität Ventspils, wo er die Möglichkeit hat gleichzeitig für seinen Sport zu trainieren. Vor der Europameisterschaft 2008, die er gewann, war Silovs Mitglied der internationalen Trainingsgruppe des deutschen Trainers Jeroen Otter.
Bei den Olympischen Winterspielen 2010 nahm Silovs als erster Athlet an einem Tag an zwei verschiedenen Disziplinen teil. Er trat sowohl über die 1500 m Shorttrack als auch über die 5000 m Eisschnelllauf an.

## Persönliche Bestzeiten

### Eisschnelllauf
| Datum             | Ort            | Land               | Distanz  | Zeit         |
| ----------------- | -------------- | ------------------ | -------- | ------------ |
| 27. Januar 2013   | Salt Lake City | Vereinigte Staaten | 500 m    | 36,323 s     |
| 26. Januar 2013   | Salt Lake City | Vereinigte Staaten | 1000 m   | 1:07,472 min |
| 9. Dezember 2017  | Salt Lake City | Vereinigte Staaten | 1500 m   | 1:43,35 min  |
| 10. Dezember 2017 | Salt Lake City | Vereinigte Staaten | 5000 m   | 6:15,60 min  |
| 19. Februar 2012  | Moskau         | Russland           | 10.000 m | 13:43,66 min |

### Shorttrack
| Datum             | Ort            | Land               | Distanz | Zeit         |
| ----------------- | -------------- | ------------------ | ------- | ------------ |
| 14. November 2009 | Marquette      | Vereinigte Staaten | 500 m   | 41,079 s     |
| 20. Januar 2008   | Ventspils      | Lettland           | 1000 m  | 1:26,659 min |
| 19. Oktober 2008  | Salt Lake City | Vereinigte Staaten | 1500 m  | 2:14,270 min |
| 16. Dezember 2007 | Dresden        | Deutschland        | 3000 m  | 4:42,344 min |